# Hans Küng
Hans Küng (19. března 1928 Sursee, Kanton Luzern – 6. dubna 2021 Tübingen) byl původem švýcarský teolog, autor mnoha knih, katolický kněz a průkopník mezináboženského dialogu. Byl významným teologem Druhého vatikánského koncilu, patřil mezi nejvýznamnější a nejkontroverznější představitele liberálního katolicismu, od 70. let je pak známý především jako ostrý kritik vládnoucích katolických církevních kruhů a tradicionalismu.

## Životopis
V letech 1948–1955 studoval filosofii a teologii na Papežské univerzitě v Římě, dále v Londýně, Madridu a Paříži, kde roku 1957 promoval na Institut Catholique prací na téma nauky o ospravedlnění u Karla Bartha. V roce 1954 byl vysvěcen na kněze a mezi lety 1957–1959 působil jako kněz v Hofkirche v Lucernu. Mezi lety 1960–1996 pak zastával post řádného profesora na Eberhard Karls Universität Tübingen. Z jeho popudu přišel v roce 1966 na tuto univerzitu působit i Joseph Ratzinger, s nímž se později názorově rozešel.
V roce 1980 mu německá biskupská konference na základě výnosu Kongregace pro nauku víry schváleného papežem Janem Pavlem II. odebrala kanonickou misi (misio canonica – povolení vyučovat katolickou teologii) pro rozpory mezi jeho učením a katolickou věroukou (šlo zejména o Küngovo odmítnutí papežské neomylnosti). Poté začal vyučovat ekumenickou teologii.

## Dílo a názory
V roce 1970 v knize Unfehlbar? Eine Anfrage kritizoval dogma o papežské neomylnosti. Napsal obsáhlou trilogii o křesťanství, judaismu a islámu. Zkrácenou verzí knihy o křesťanství jsou Malé dějiny katolické církve, který vyšly i v českém překladu. Küng se hlásí k myšlence světového étosu a mezináboženské tolerance.
Küng zdůrazňuje rozdíl mezi nutným centrem církve (Petrovým úřadem) a kritizovaným papalismem (ve středověku zbudovaným středověkým papežským absolutismem). Tvrdí, že papežský právní a teologický primát je zčásti postaven na falzifikátech, tj. smyšlené legendě o papeži Silvestrovi, zfalšovaném obsahu Konstantinovy donace, spisech falešného Pavlova žáka Dionýsia Areopagity, na symmachovských falzifikátech a Pseudoisidorských dekretáliích. Vinu za Velké schizma stejně jako za reformační rozštěpení církve vidí Küng především na římské straně. Za příčinu moderního úpadku katolické církve považuje její obranářství a uzavřenost a neschopnost konstruktivně reagovat na nové společenské fenomény a myšlenkové proudy. Naději představoval pro Künga Druhý vatikánský koncil, avšak jeho závěry považuje Küng za rozmělněné předčasnou smrtí Jana XXIII. Jana Pavla II. přímo obvinil z toho, že se svými činy pokoušel koncilní závěry zvrátit a že koncilní myšlenky zradil. Ostře kritizoval také Benedikta XVI., jehož vstřícné kroky vůči lefebvristům i vůči odpůrcům moderních tendencí z řad anglikánské církve a starokatolických církví hodnotil slovy: „Rybář lidí se vydává na lov do vod krajní náboženské pravice“, a obvinil papeže Benedikta, že opustil principy skutečného ekumenismu a usiloval o obnovu římského impéria namísto o společenství církví. Papeže Františka naproti tomu označil za muže, ve kterém „je naděje", a vyslovil mínění, že bude postupovat v souladu s progresivní interpretací Druhého vatikánského koncilu a nebude pokračovat v „linii dvou papežů z Polska a Německa“.
Küng tvrdil, že jeho posláním nebylo být kritikem papeže a papežství a že je přívržencem reformy, nikoliv revolucionář, a nesnáší, aby byl označován za církevního buřiče. Stav katolické církve popisuje jako rozštěpení na horní a dolní církev, přičemž za horní církev označuje autoritářské držitele moci v církvi a za představitele dolní církve považuje sebe. Přiznává svůj pramalý úspěch ve snaze změnit „horní“ církev, avšak byl přesvědčen, že současná vatikánská politika musí skončit fiaskem.

## Dílo

### Česky vyšlo
- Aby svět uvěřil: dopisy mladým lidem, Křesťanská akademie, 1968
- Světový étos: projekt, Archa, 1992
- Křesťanství a hinduismus, 1997
- Prohlášení ke světovému étosu: deklarace Parlamentu světových náboženství, Centrum pro studium demokracie a kultury, 1997
- Křesťanství a islám, 1998
- Křesťanství a buddhismus, 1998
- Křesťanství a náboženství Číny, Vyšehrad, 1999, ISBN 80-7021-294-2
- Být křesťanem: křesťanská výzva, Centrum pro studium demokracie a kultury, 2000
- Co je církev, Cesta, 2000
- Světový étos pro politiku a hospodářství, Vyšehrad 2000, ISBN 80-7021-327-2
- Mozart: stopy transcendence, Centrum pro studium demokracie a kultury, 2002
- Malé dějiny katolické církve, Barrister & Principal Brno 2005, 2010, ISBN 978-80-87029-92-3
- Po stopách světových náboženství, Centrum pro studium demokracie a kultury, 2006
- Věčný život?, Vyšehrad 2006, ISBN 80-7021-836-3
- Krédo: Apoštolské vyznání víry dnes?, Vyšehrad 2007, ISBN 978-80-7021-899-0
- Freud a budoucnost náboženství, Vyšehrad 2010, ISBN 978-80-7429-015-2
- Vybojovaná svoboda: vzpomínky, Bergman, 2011
- Ježíš, Barrister & Principal Brno 2013, ISBN 978-80-7485-001-1
- V co věřím, Vyšehrad 2012, ISBN 978-80-7429-250-7
- Dobrá smrt?, Vyšehrad, 2015
- Žena v dějinách křesťanství, Vyšehrad 2017, ISBN 978-80-7429-808-0